# Es Figueral
Es Figueral és una localitat del municipi de Marratxí a Mallorca.
Durant els darrers anys aquesta petita localitat ha vist com s'han edificat diverses urbanitzacions creixent així de manera notable la població.